# Église San Pietro Caveoso
L'église des Saints Pierre et Paul de Matera, plus populairement connue sous le nom d'église San Pietro Caveoso, est une église catholique située à Matera, de style initialement roman et datant de la fin du XIIIe siècle. 

## Histoire
Sa construction initiale remonte à 1218. 
Le bâtiment a subi des changements et des rénovations au cours des siècles avec la perte de nombreuses caractéristiques de construction d'origine. Au XVIIe siècle, l'église a été entièrement rénovée avec l'ajout de la façade actuelle et la construction du clocher, tandis que l'intérieur a été agrandi avec l'ajout de chapelles latérales et le remplacement du plafond en bois d'origine avec un toit en tuf. 
En 1706, l'église a été reconsacrée, comme indiqué sur une plaque, et a été encore modifiée: la pointe du clocher a été ajoutée, l'intérieur a été recouvert de stuc et de décorations et un faux plafond en bois a été placé sous le toit en tuf. 

## Galerie d'images

Extérieur
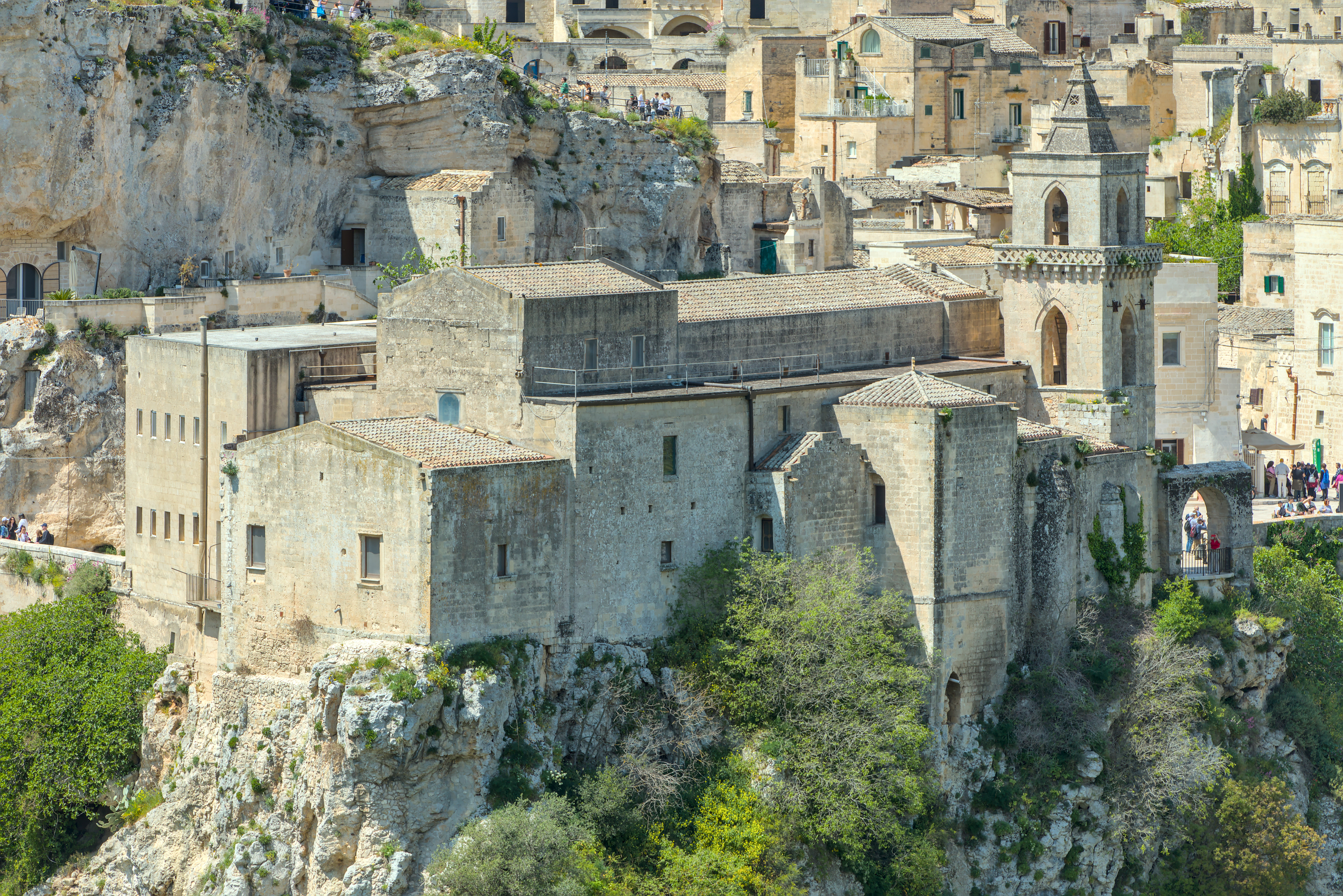
Vue arrière sur le chevet plat et le côté nord.
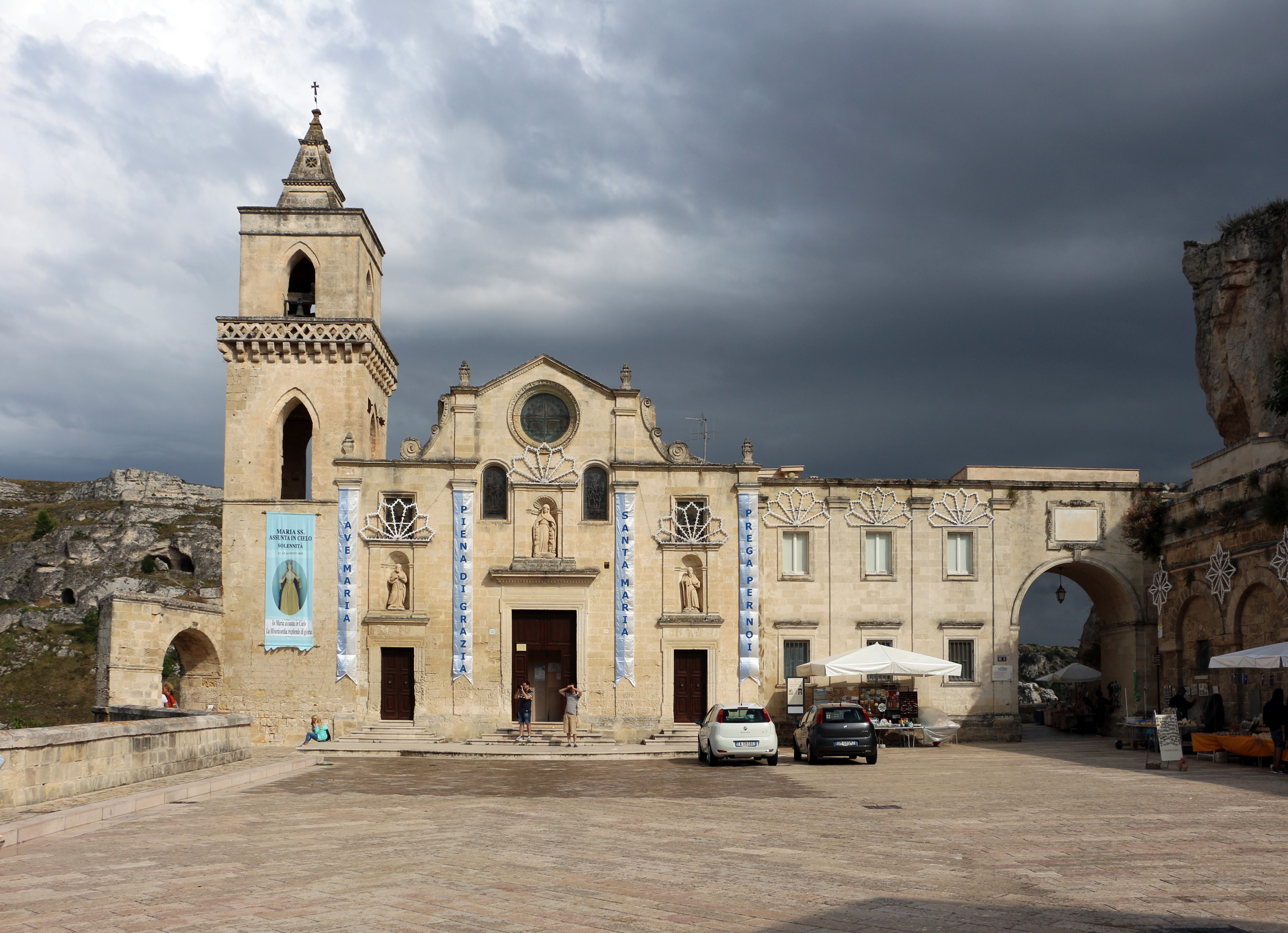
Façade et clocher.
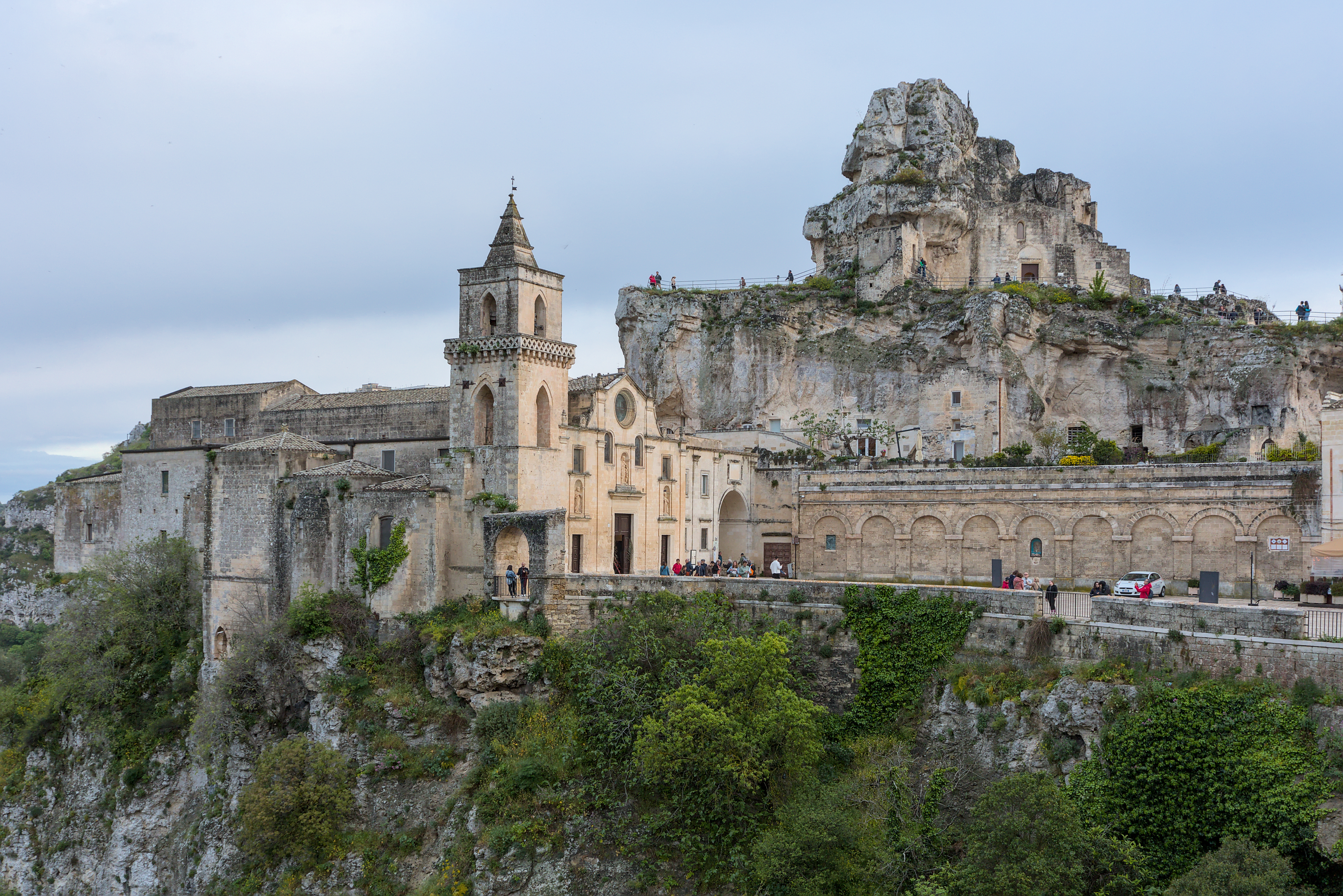
L'église San Pietro Caveoso et l'éperon rocheux supportant l'église Madonna de Idris.
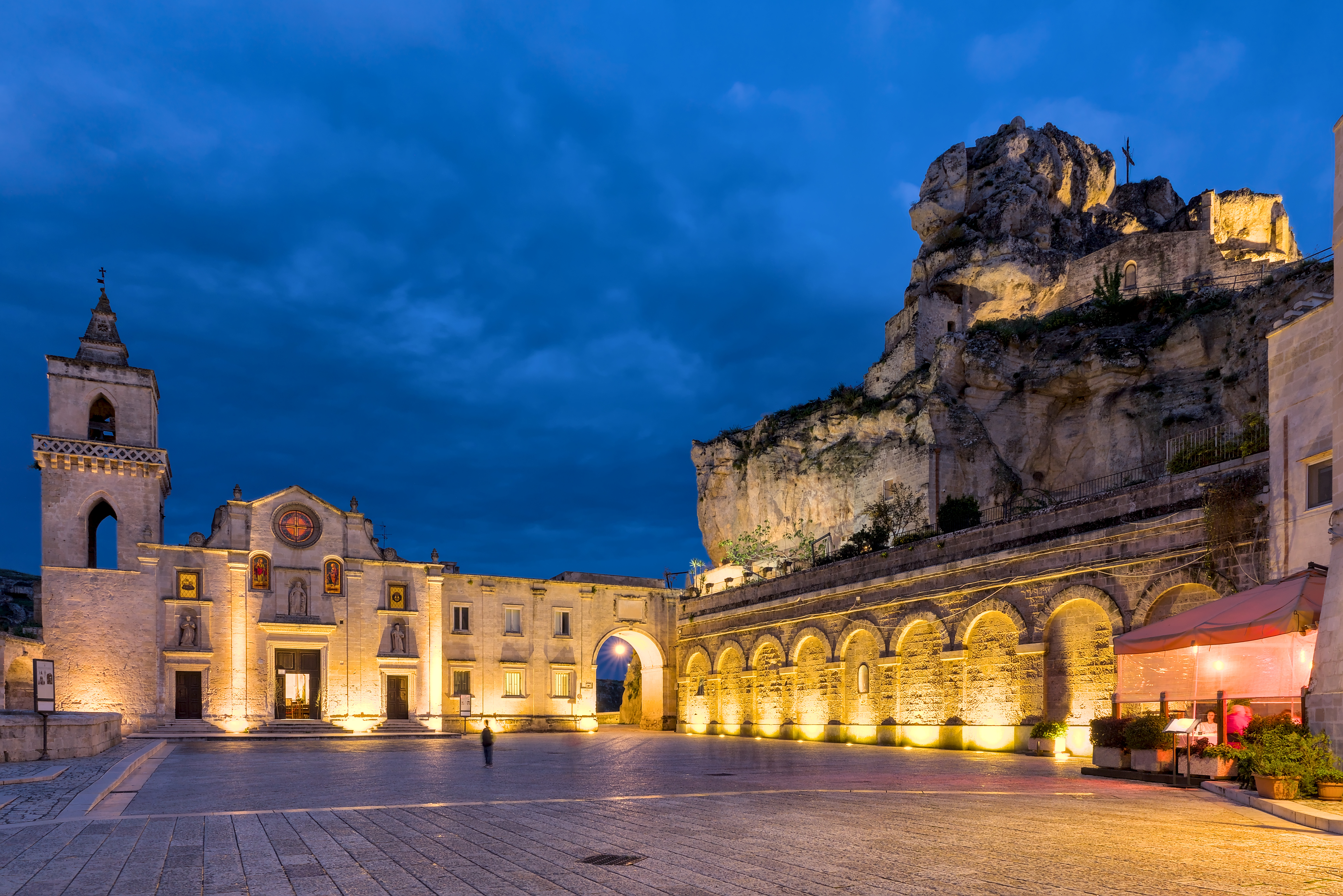
L'église San Pietro Caveoso et l'éperon rocheux au crépuscule.

Intérieur
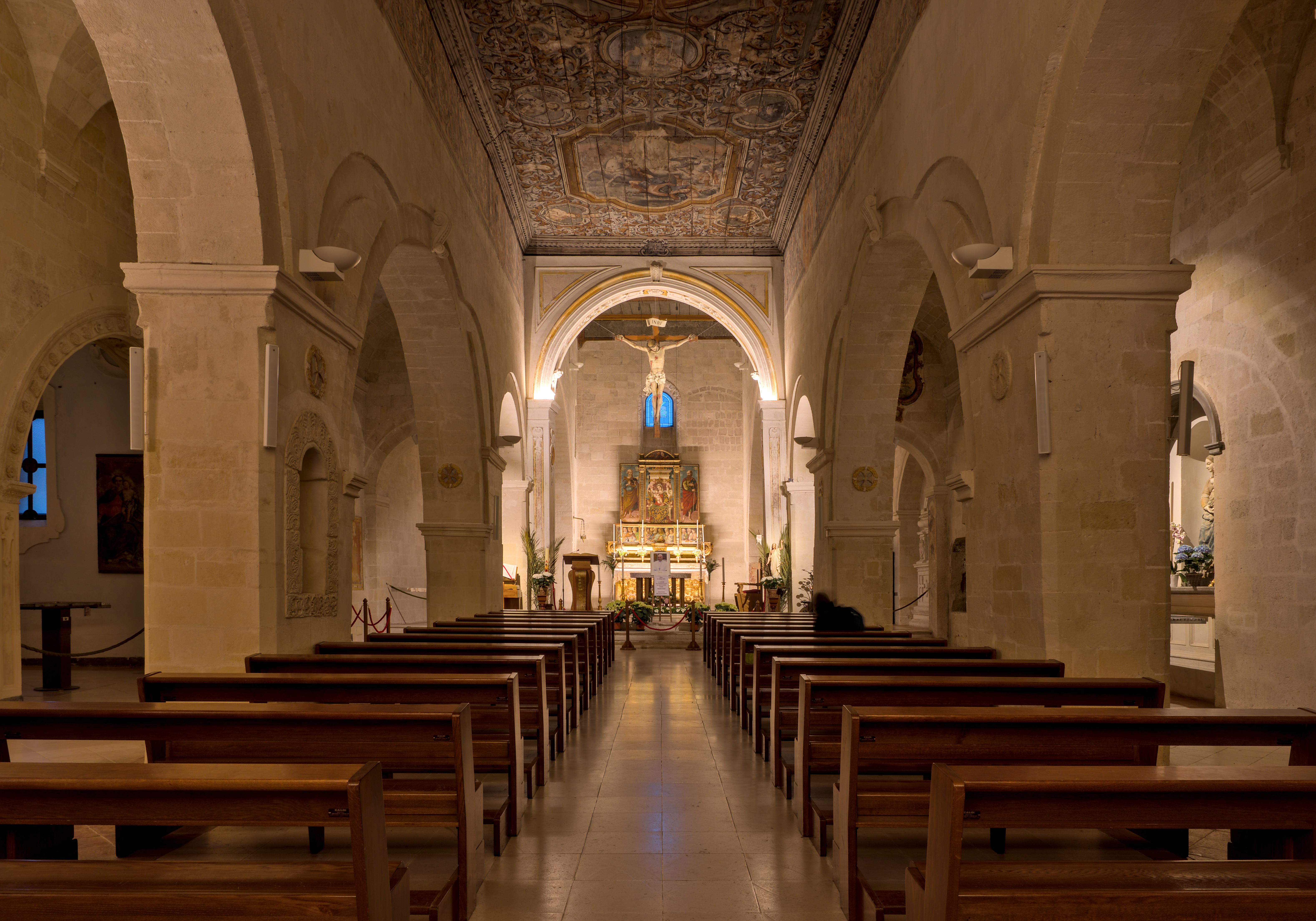
L'intérieur.
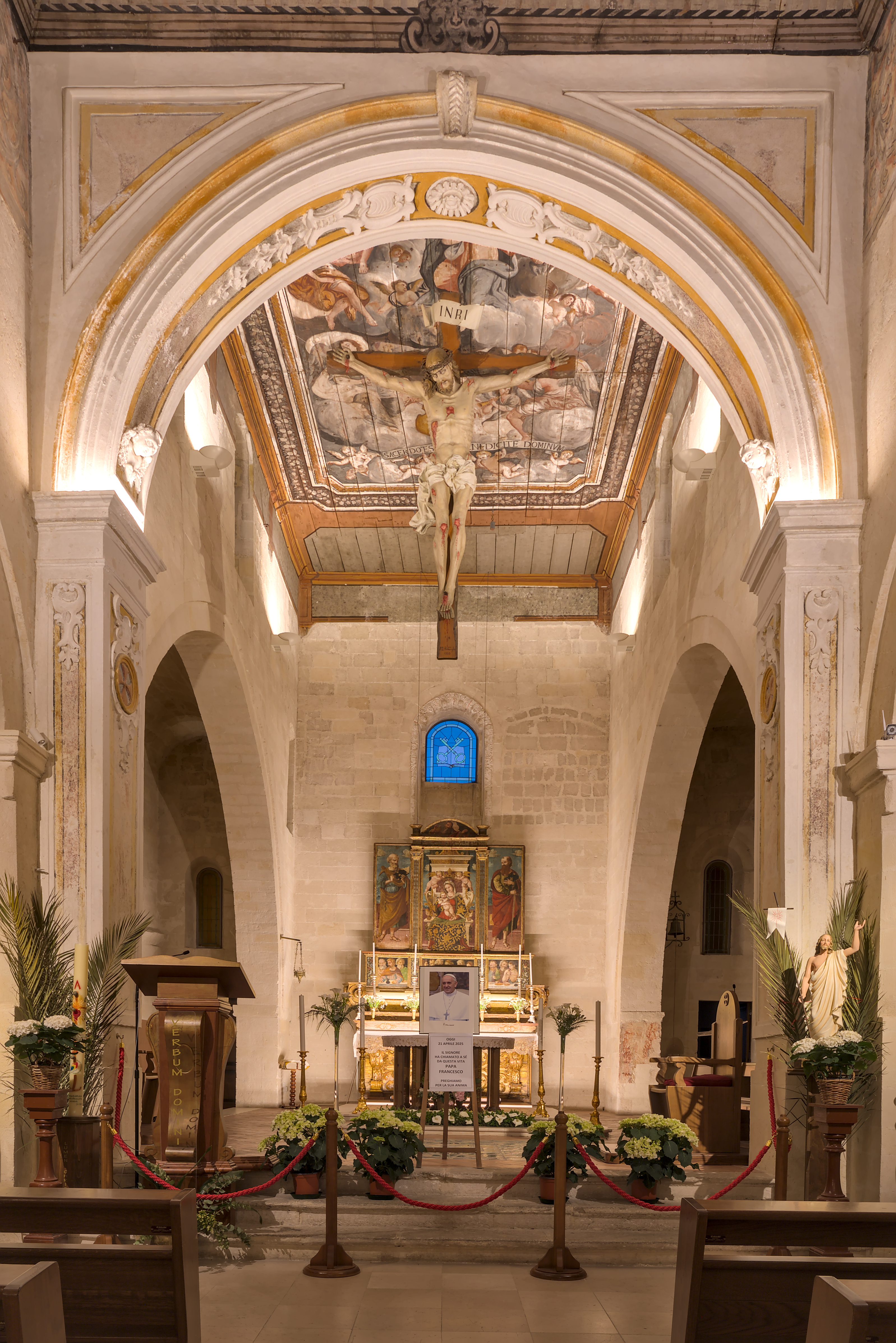
Le chœur.
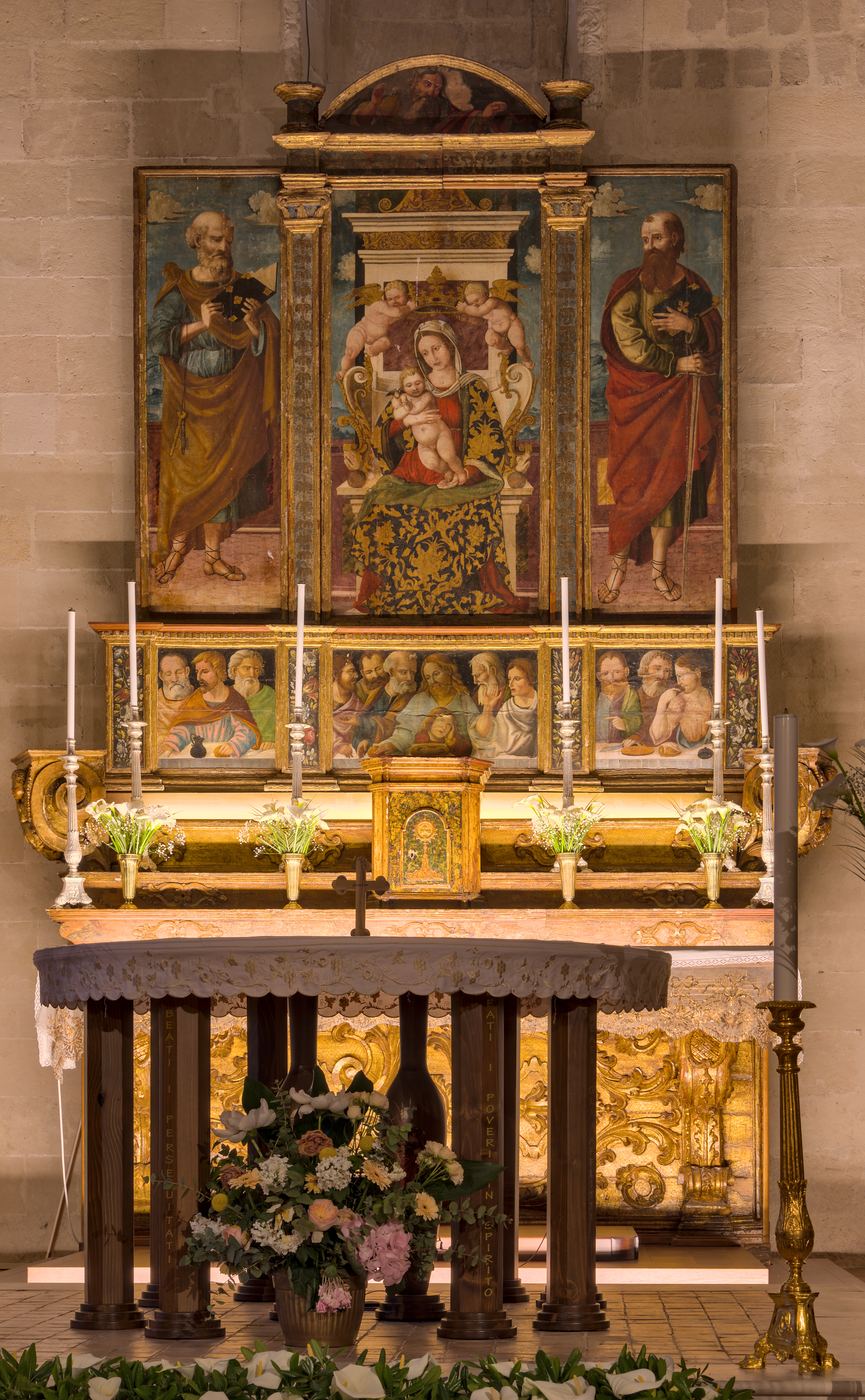
Maître-autel avec le polyptique de la Vierge à l'Enfant avec les saints Pierre et Paul (1540).
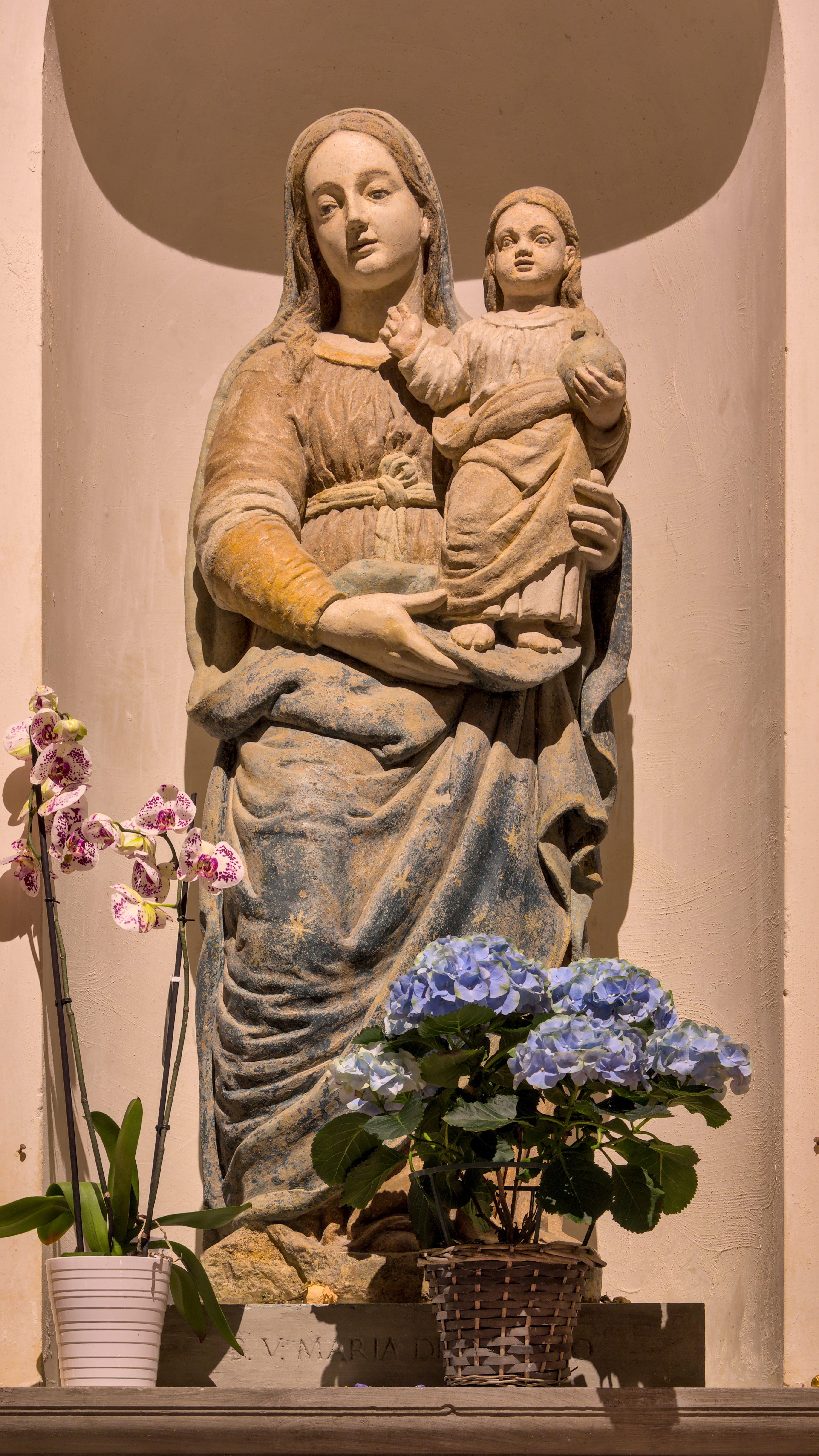
Vierge à l'Enfant du 16e siècle.
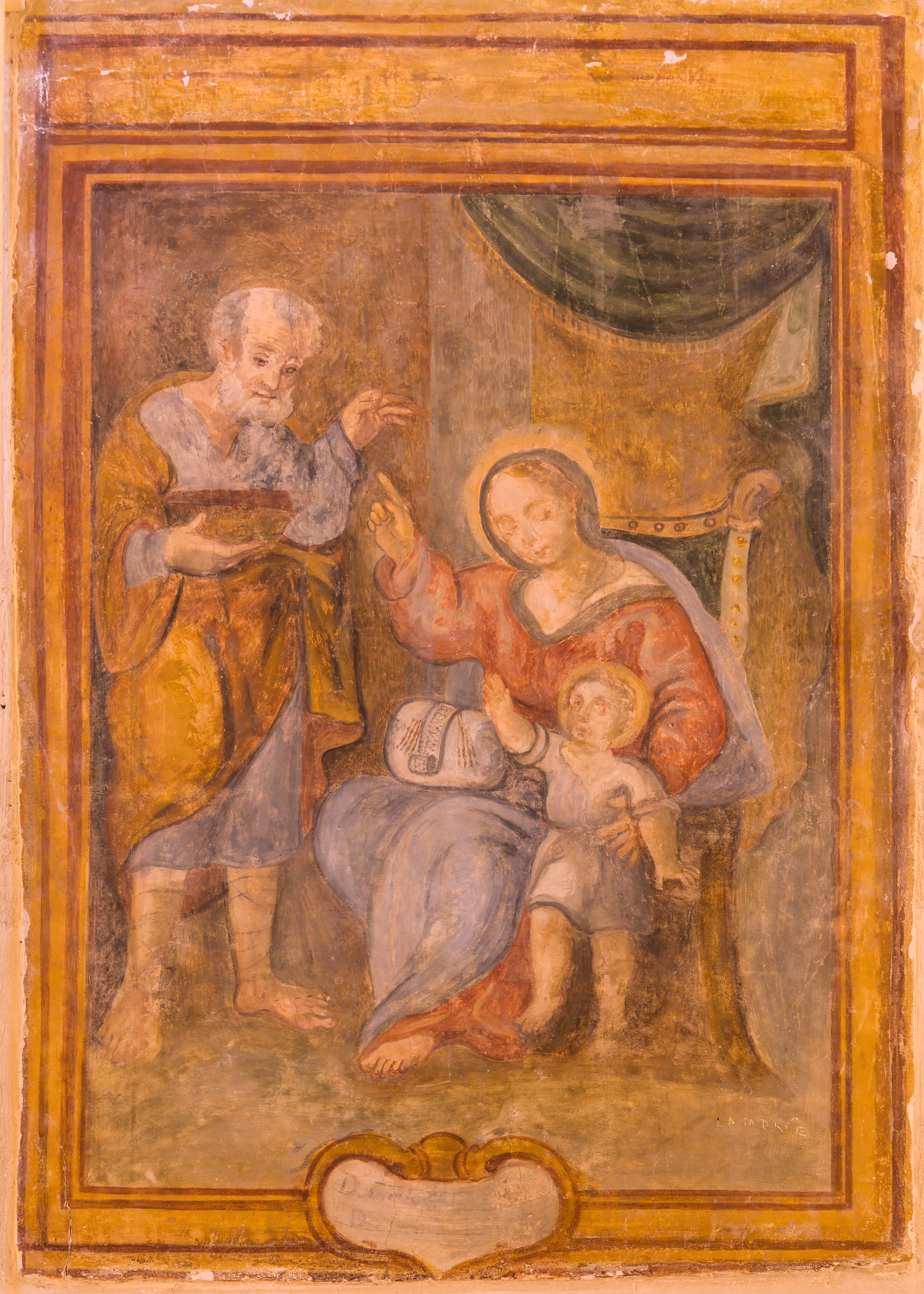
Fresque de la Sainte Famille.
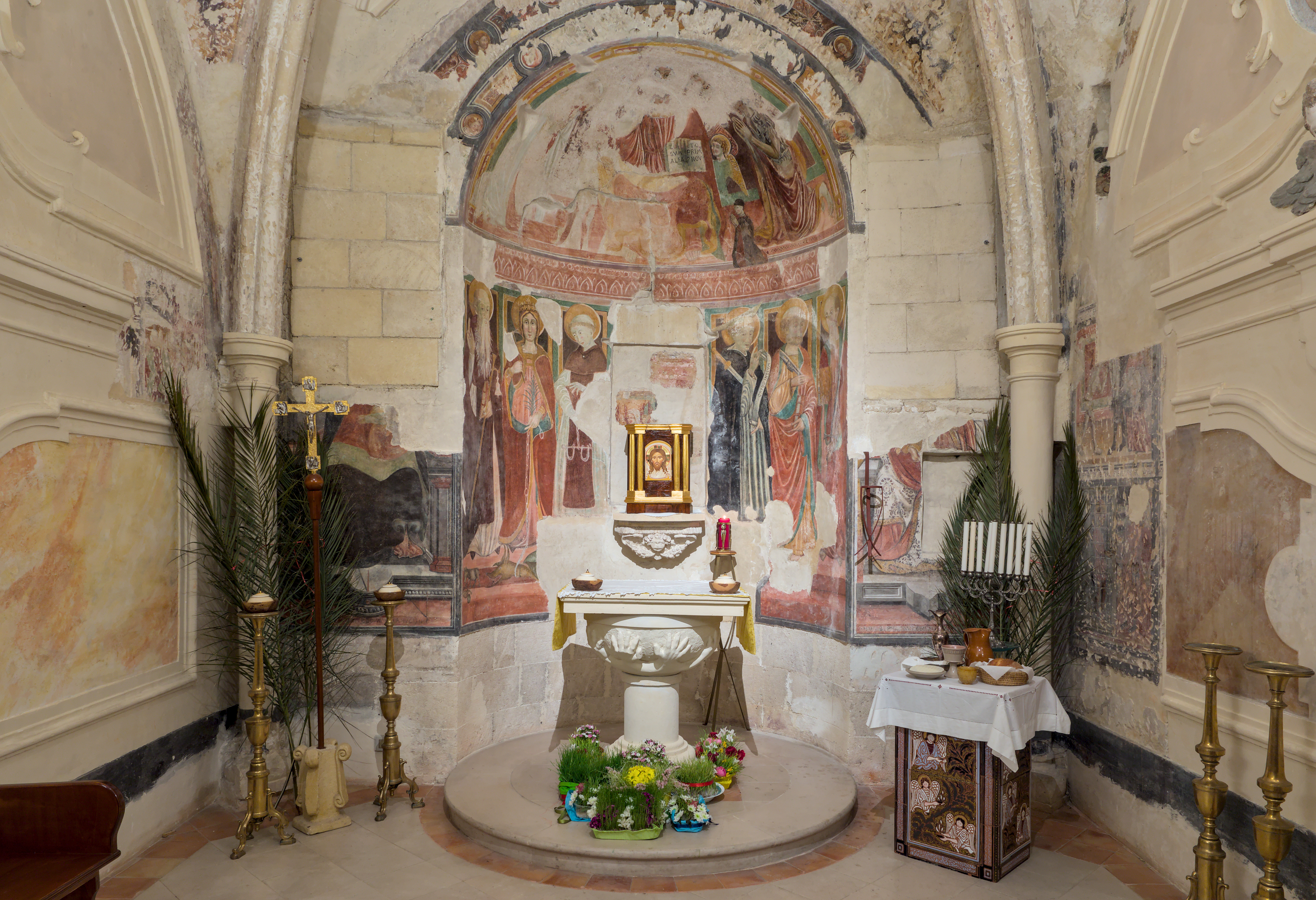
Chapelle du Saint Sacrement, avec des traces de fresques du 17e siècle.
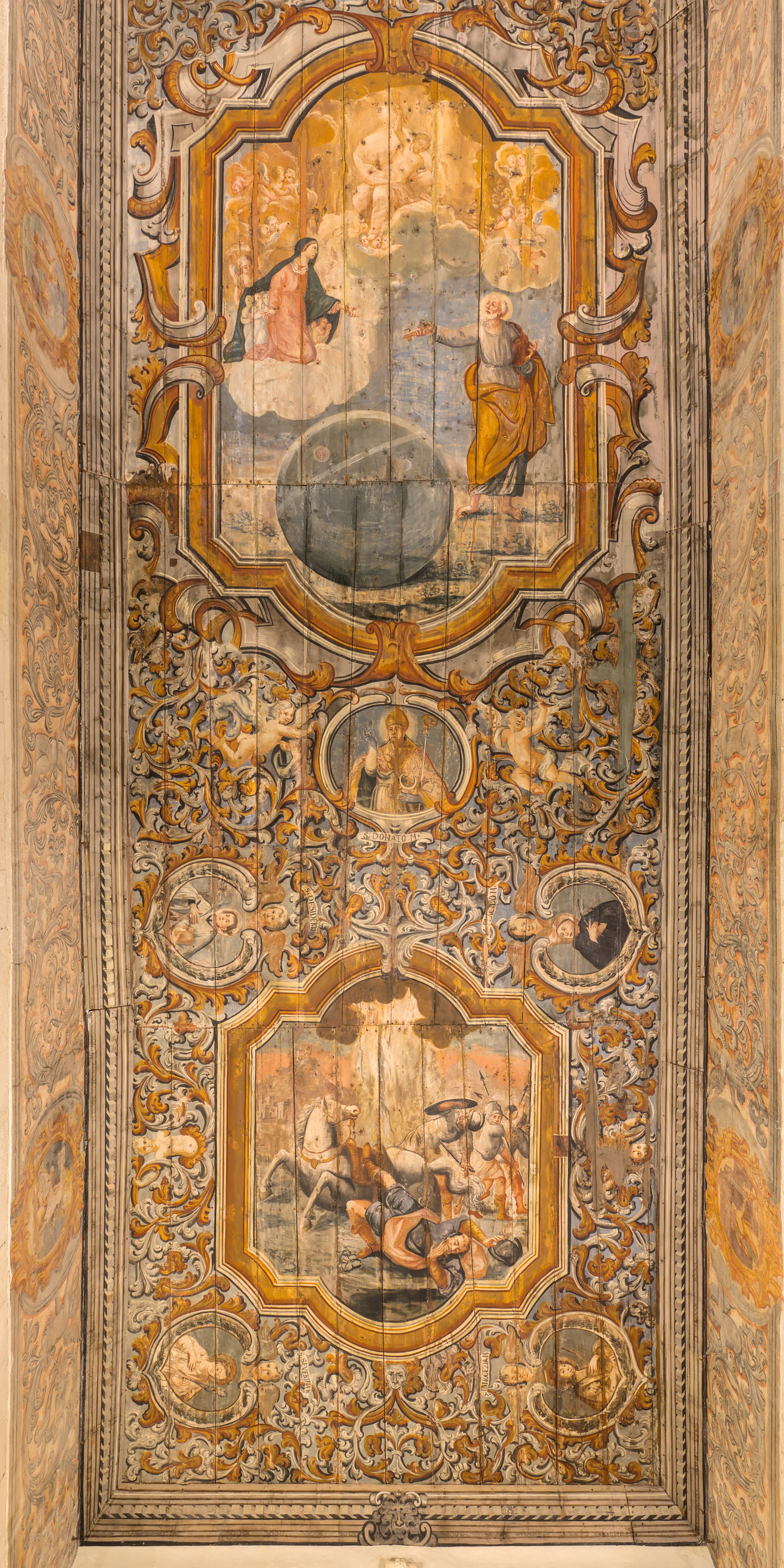
Partie centrale et arrière du faux-plafond : la Vierge de Gonfalone et la Conversion de Paul.

## Articles associés
- Matera
- Architecture baroque